# Landkreis Saybusch
Der Landkreis Saybusch bestand zwischen 1939 und 1945 im besetzten Polen. Er umfasste am 1. Januar 1945 zwei nach der Deutschen Gemeindeordnung vom 30. Januar verwaltete Städte sowie 67 weitere in Amtsbezirken zusammengefasste Gemeinden.

## Geschichte

### Polen
Bei Beginn des Zweiten Weltkrieges gehörte der Landkreis Żywiec zu Polen, und zwar zur Wojewodschaft Krakau.
Nach der deutschen Besetzung Polens im September 1939 wurde der Landkreis Żywiec in Saybusch umbenannt, wobei der Teil westlich des Flusses Sola bereits durch einen deutschen Landkommissar verwaltet wurde.

### Deutsches Reich

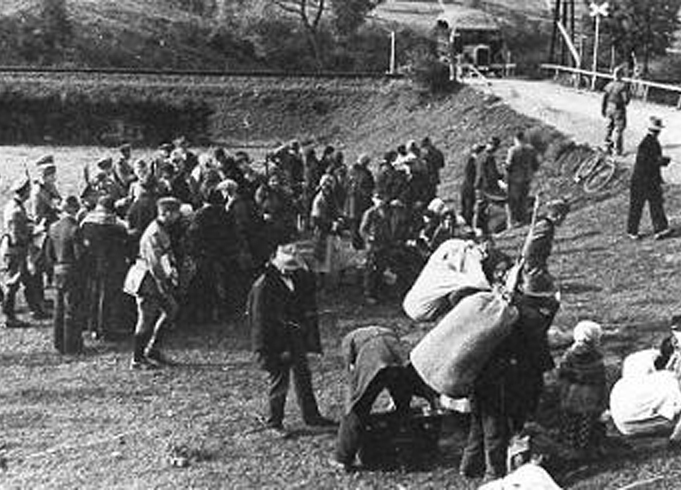
Polen ausgesiedelt aus Dolna Sól im Jahr 1940

Zum 26. Oktober 1939 wurde der bisher polnische Landkreis Saybusch völkerrechtswidrig Teil des neugebildeten Regierungsbezirkes Kattowitz in der preußischen Provinz Schlesien.
Der Sitz des Landratsamtes wurde die Stadt Saybusch.
Mit dem 20. November 1939 wurde die Grenze zum neugebildeten Generalgouvernement für die besetzten polnischen Gebiete endgültig festgelegt. Dabei wurde auch der Restteil des Landkreises östlich der Sola völkerrechtswidrig zum Deutschen Reich geschlagen.
Zum 18. Januar 1941 wurde die Provinz Schlesien aufgelöst. Aus den bisherigen Regierungsbezirken Kattowitz und Oppeln wurde die neue Provinz Oberschlesien gebildet.
Im Frühjahr 1945 wurde das Kreisgebiet durch die Rote Armee besetzt und wurde danach wieder ein Teil Polens.

### Aktion Saybusch
In der Politik der Germanisierung im Saybuscher Land konnten die Besatzer nicht auf der Schlonsakischen Bewegung, wie im westlicher gelegenen Landkreis Teschen, basieren, weil die Bevölkerung sich als Schlesier nicht identifizierte, sondern als Polen. Die örtlichen Goralen wurden nicht zur Ablehnung der polnischen Identität ermutigt, wie in der Aktion Goralenvolk in der weiter östlichen Region Podhale. Stattdessen wurde die experimentelle Aktion Saybusch eingeführt, die die umfangreichste und am meisten entwickelte Umsiedlungsaktion (neben den Landkreis Bielitz und Landkreis Blachstädt) im neuen „Ostoberschlesien“ war. Zwischen September und Dezember 1940 aus den besetzten Gebieten des Saybuscher Landes wurden 17.993 Polen vertrieben (z. B. 843 aus Gilowice, 800 aus Radziechowy, 722 aus Kamesznica usw.), um Volksdeutsche aus Ostgalizien und Buchenland ansiedeln zu können. Die meisten Polen wurden in das Generalgouvernement umgesiedelt. Junge Männer wurden teilweise als Zwangsarbeiter in das Deutsche Reich verschleppt.

## Politik

### Landkommissar
1939–9999: ?

### Landräte
1939–1940: ?
1940–1943: Eugen Hering
1943- 1944 Ernst Wilhelm Hengstenberg (vertretungsweise)
1943–

## Kommunalverfassung
Nach der Eingliederung in das Deutsche Reich wurden bis 1945 die beiden Städte Saybusch und Sucha der im Altreich gültigen Deutschen Gemeindeordnung vom 30. Januar 1935 unterstellt, welche die Durchsetzung des Führerprinzips auf Gemeindeebene vorsah.
Alle übrigen Städte und Gemeinden waren in Amtsbezirken zusammengefasst und wurden durch Amtskommissare verwaltet.

## Ortsnamen
Durch unveröffentlichten Erlass vom 29. Dezember 1939 galten vorläufig hinsichtlich der bisher polnischen Ortsnamen die bis 1918 gültigen österreichischen Ortsnamen. Diese globale Rückbenennung war möglich, da noch das gesamte deutsche Kartenwerk für die 1918 an Polen abgetretenen Gebiete (auch) die früheren deutschen und österreichischen Ortsnamen weitergeführt hatte. In der Wirklichkeit wurde nur der deutsche Name Saybusch im Zweiten Weltkrieg benutzt.
Zu einer endgültigen Vergabe rein deutscher Ortsbezeichnungen ist es bis Kriegsende nicht mehr gekommen. Die Vorschläge wurden bis zum 10. März 1942 geschickt, aber der Verlauf der Namensänderungen wurde am 18. März bis auf Widerruf unterbrochen. Diese war aber bis ins Einzelne in Berlin-Dahlem bereits vorbereitet. Es handelte sich dabei um lautliche Angleichungen, Übersetzungen (obwohl diese möglicherweise vermieden wurden), Neuschöpfungen oder Verbesserungen der seit 1939 vorläufig gültigen Namen. Viele der vorgesehenen Namen basierten auf dem Werk einiger deutscher Volkskundler, wie Kurt Lück und Walter Kuhn, die kurz vor dem Krieg, sowie in der Zeit des Kriegs längst aufgegebene Namen deutscher Herkunft wiedergefunden hatten.